# Justin Steele
Justin Carl Steele (né le 11 juillet 1995 à Lucedale, Mississippi, États-Unis) est un joueur de baseball de la Ligue Majeure. Il évolue au poste de lanceur pour les Cubs de Chicago.

## Carrière professionnelle
Les Cubs de Chicago ont sélectionné Justin Steele au cinquième tour (139ème place) lors du repêchage de la ligue 2014.

### Cubs de Chicago (depuis 2021)
En 2020, Steele ne joue aucun match de ligue mineure à la suite de l'annulation de la saison des ligues mineures à cause de la pandémie de COVID-19. Le 2 août 2020, Steele est appelé en ligue majeure mais est rétrogadé en ligue mineure 4 jours plus tard sans avoir joué. Le 12 avril 2021, il est rappelé dans la ligue Majeure. Il fait ses débuts le même jour. Il retire sur prises le premier batteur qu'il affronte, Daniel Robertson. Il termine la saison avec 4 victoires, 4 défaites, une moyenne de points mérités de 4,26 et 59 retraits sur prises en 20 matchs.
En 2023, il lance 16 matchs pour 9 victoires, 2 defaites, 2,56 de moyenne de points mérités et 81 retraits sur prises dans la première moitié de la saison. Il est selectionné pour son premier match des étoiles.